# Viggianello (Corsica)
Viggianello (Corsicaans: Vighjaneddu) is een gemeente in het Franse departement Corse-du-Sud (regio Corsica) en telt 565 inwoners (2007). 

## Geografie
De oppervlakte bedraagt 17,03 km², de bevolkingsdichtheid is 33 inwoners per km².

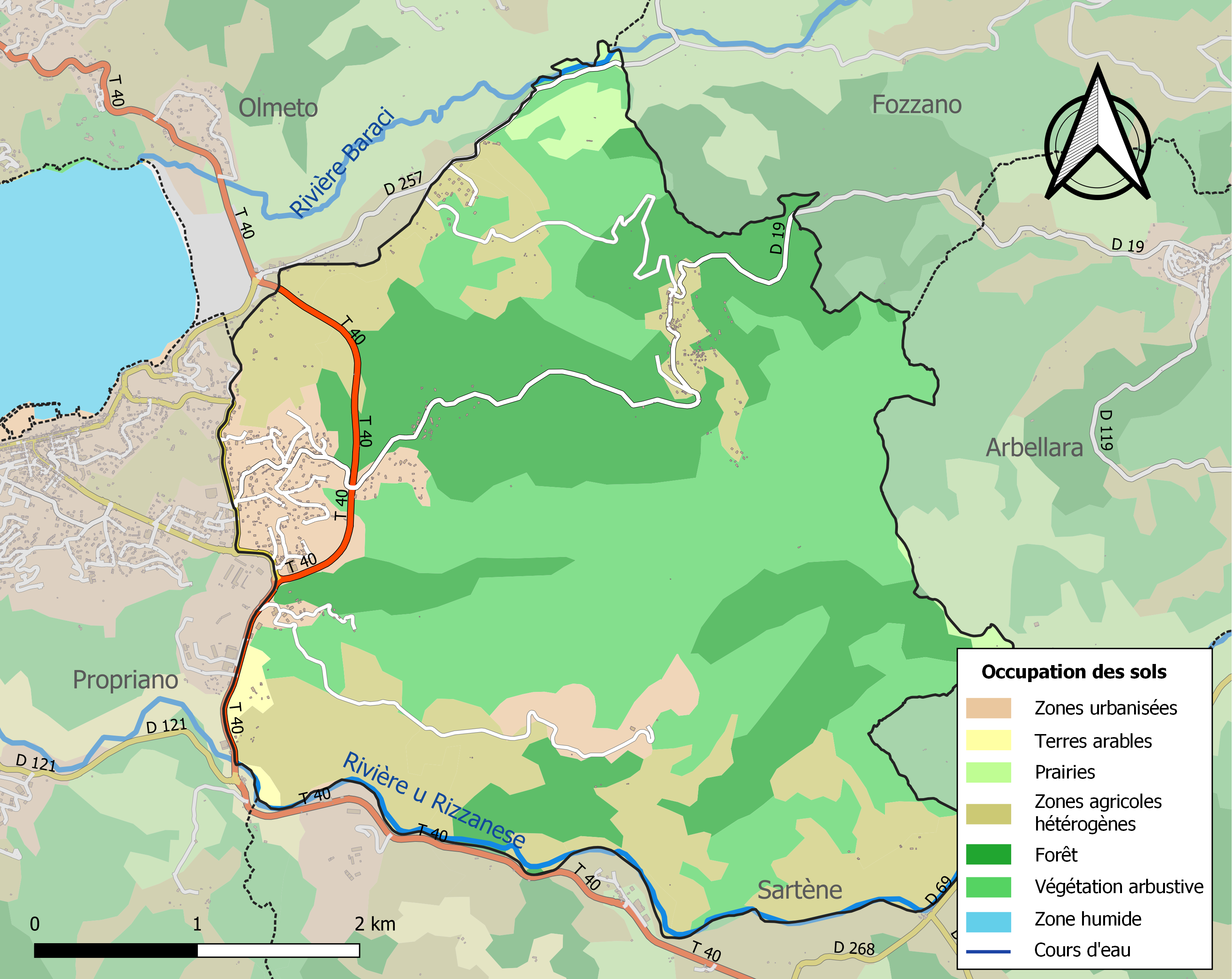
Kaart van de gemeente met de belangrijkste infrastructuur, bodemgebruik en omliggende gemeenten

## Demografie
Vanwege een beveiligingsprobleem met de MediaWiki Graph-software is het momenteel niet mogelijk deze grafiek weer te geven. Zodra de software is bijgewerkt zal de grafiek vanzelf weer zichtbaar worden.